# Tilly Lus
Pour les articles homonymes, voir Barbiers et Lus.
Mathilde G. Barbiers, connue sous le nom de scène Tilly Lus (née le 28 juin 1888 à Zaandam et morte le 25 juillet 1971  à La Haye) est une actrice néerlandaise de théâtre et de cinéma.

## Biographie
Mathilde Gerardina Barbiers naît de parents acteurs : Johanna Catharina Peternella Barbiers (1848-1927), également danseuse, et Wilhelmus Hermanus Lus (1834-1882). Sa famille maternelle est la famille d'artistes des Barbiers, dont les plus célèbres étaient peintres.
On sait peu de choses d'elle et de ses débuts, sinon qu'elle était déjà actrice au début des années 1900. En 1907, elle avait par exemple le rôle principal dans Uitkomst, qui fut mal reçu.
Elle continua à jouer au théâtre jusque dans les années 1940, travaillant régulièrement avec Mary Dresselhuys.
Tilly Lus participa aussi à trois films muets, tous perdus.
Tilly Lus se maria avec Cor Ruys, avec qui elle eut six enfants.

## Filmographie
- De bannelingen (titre en français : Les Exilés), 1911
- Don Juan, 1913
- Het geheim van het slot arco, 1915